# Eberhard Brecht

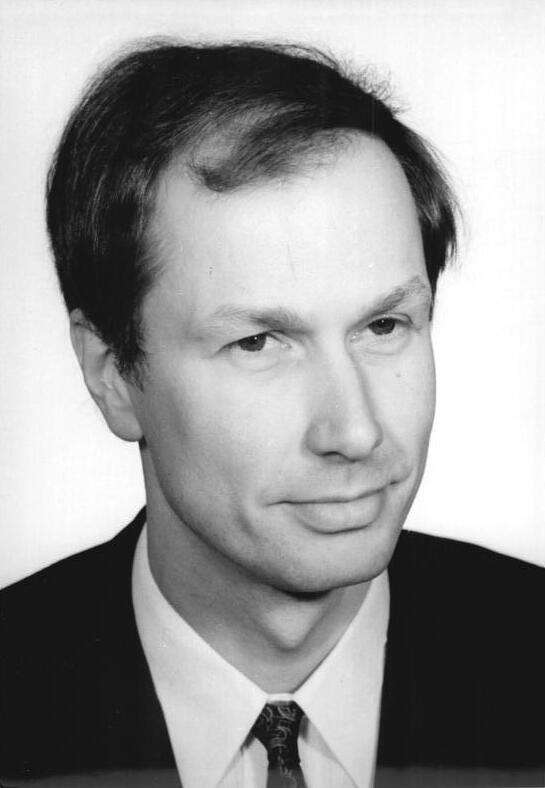
Eberhard Brecht (1990)

Eberhard Brecht (* 20. Februar 1950 in Quedlinburg) ist ein deutscher Politiker (SPD). Er gehörte 1990 der Volkskammer und dem Deutschen Bundestag von 1990 bis 2001 sowie von Oktober 2019 bis September 2021 an. Von 2001 bis 2015 war er Oberbürgermeister von Quedlinburg.

## Leben
Eberhard Brecht, ein Urenkel des vormaligen Oberbürgermeisters Gustav Brecht, wurde 1950 in Quedlinburg geboren und besuchte dort die Gemeinschaftsschule zwischen 1956 und 1964 sowie die Erweiterte Oberschule von 1964 bis 1968, die er mit dem Abitur abschloss. Anschließend studierte er Physik in Leipzig. Sein Studium schloss er als Diplomphysiker ab. Von 1973 bis 1976 war er als wissenschaftlicher Assistent am Zentralinstitut für Molekularbiologie der Akademie der Wissenschaften der DDR in Berlin-Buch beschäftigt, sowie von 1976 bis 1990 als wissenschaftlicher Mitarbeiter am Zentralinstitut für Genetik und Kulturpflanzenforschung der Akademie der Wissenschaften der DDR in Gatersleben. 1982 wurde er zum Dr. rer. nat. promoviert.
Brecht ist evangelisch, verheiratet und hat drei Kinder. 2008 wurde er mit dem Bundesverdienstkreuz am Bande geehrt.

## Politische Tätigkeiten
Bis 1989 war er parteilos. Im September 1989 trat er in das Neue Forum ein und engagierte sich hier als Mitinitiator der Bürgerrechtsbewegung in Quedlinburg. Im Dezember 1989 trat er in die SPD ein. Der ersten frei gewählten Volkskammer gehörte er vom 18. März bis zum 2. Oktober 1990 an. Bei den Wahlen zum ersten gesamtdeutschen Bundestag konnte er 1990 in den Deutschen Bundestag einziehen, dem er bis zum 30. Juni 2001 angehörte.
2001 wurde Eberhard Brecht zum Oberbürgermeister der Stadt Quedlinburg gewählt und am 2. März 2008 in seinem Amt bestätigt. Am 30. Juni 2015 schied Brecht aus Altersgründen aus und trat daher zur Wahl am 22. März 2015 nicht mehr an.
Bei der Bundestagswahl 2017 kandidierte er im Wahlkreis Harz und auf Platz 5 der Landesliste, verpasste jedoch den Einzug in den Bundestag. Am 25. Oktober 2019 rückte er für Burkhard Lischka in den Bundestag nach, nachdem Marina Kermer, die vor ihm in der Landesliste platziert war, aus persönlichen Gründen verzichtete. Hierfür gab er sein Mandat im Kreistag des Landkreises Harz ab. Er war bis September 2021 ordentliches Mitglied im Verteidigungsausschuss sowie stellvertretendes Mitglied im Unterausschuss Vereinte Nationen, internationale Organisationen und Globalisierung und im Ausschuss für Tourismus.

## Mitgliedschaften
Eberhard Brecht ist Präsidiumsmitglied in der Deutschen Gesellschaft für die Vereinten Nationen.